# Альбер Журда
Альбер Журда (фр. Albert Jourda, 30 листопада 1892, Париж — 6 січня 1962) — французький футболіст, що грав на позиції півзахисника.
Виступав, зокрема, за клуби «Клуб Франсе», «Сет», а також національну збірну Франції. Учасник Олімпійських ігор.

## Титули і досягнення
- Фіналіст Кубка Франції (2):

«Сет»: 1923, 1924
- Переможець Регіональної ліги Південний Схід (4):

«Сет»: 1922, 1923, 1924, 1925
| Дата       | Місто    | Господарі | Результат | Гості      | Турнір           | Голи | Примітки |
| ---------- | -------- | --------- | --------- | ---------- | ---------------- | ---- | -------- |
| 08/03/1914 | Париж    | Франція   | 2 – 2     | Швейцарія  | товариський матч | -    |          |
| 29/03/1914 | Турин    | Італія    | 2 – 0     | Франція    | товариський матч | -    |          |
| 31/05/1914 | Будапешт | Угорщина  | 5 – 1     | Франція    | товариський матч | -    |          |
| 06/03/1921 | Форе     | Бельгія   | 3 – 1     | Франція    | товариський матч | -    |          |
| 05/05/1921 | Париж    | Франція   | 2 – 1     | Англія     | товариський матч | -    |          |
| 13/11/1921 | Париж    | Франція   | 0 – 5     | Нідерланди | товариський матч | -    |          |
| 04/06/1924 | Коломб   | Франція   | 0 – 1     | Угорщина   | товариський матч | -    |          |
| Усього     |          | Матчів    | 7         |            | Голів            | 0    |          |